# Veliko Pupavce
Veliko Pupavce (en serbe cyrillique : Велико Пупавце) est un village de Serbie situé dans la municipalité de Kuršumlija, district de Toplica. Au recensement de 2011, il comptait 45 habitants.

## Démographie
| 1948 | 1953 | 1961 | 1971 | 1981 | 1991 | 2002 | 2011 |
| ---- | ---- | ---- | ---- | ---- | ---- | ---- | ---- |
| 501  | 525  | 456  | 296  | 153  | 81   | 79   | 45   |

|  |